# Edificio Gran Garaje
El Gran Garaje es un edificio modernista de 1915 situado en el centro de la ciudad española de Pontevedra.

## Ubicación
El edificio está situado en la calle de Benito Corbal, en el centro peatonal y comercial de la ciudad, cerca de la plaza de la Herrería de Pontevedra.

## Historia
El edificio fue construido en 1915 en la antigua calle Progreso, según proyecto del arquitecto Maximiliano Limeses Artime. Se edificó en un solar donde había unas antiguas cocheras donde operaba una línea regular de carruajes entre Pontevedra y Sangenjo. El edificio se construyó para servir de lugar de parada para los coches de caballos.
El Gran Garaje albergó múltiples negocios relacionados con el transporte, el alquiler y la reparación de vehículos. Sin embargo, el local también tuvo un papel destacado en la historia de la radiodifusión local. Los hermanos Vázquez Lescaille, pioneros de la radio en Pontevedra, instalaron allí parte de sus actividades tras fundar la primera emisora en el número 33 de la calle Peregrina, germen de Radio Pontevedra. A partir de mediados de los años 30, la actividad de los Vázquez Lescaille fue sustituida por Soliño y Abreu, un taller mecánico que operó durante tres décadas, especializado en repuestos y herramientas para el automóvil. Desde entonces, Ramón Pazos Gondar consolidó su presencia en el local, combinando la actividad automovilística con un bazar cada vez más popular. En su época de esplendor, la tienda ofrecía juguetes, artículos de broma, caretas de carnaval y adornos navideños, convirtiéndose en una referencia ineludible para muchas generaciones pontevedresas, especialmente durante la Navidad.
En la década de 1960, con el auge automovilístico en la ciudad, se reformó su fachada, se construyó la nueva cubierta y el edificio pasó a denominarse Gran Garaje, sirviendo como aparcamiento de pago con capacidad para 75 vehículos (de ahí su nombre). En la década de 1970, las entradas laterales del edificio se utilizaron como dos pequeñas tiendas, una de recuerdos y otra de juguetes. En la década de 1980, años de gran especulación inmobiliaria en la ciudad, se salvó de la demolición para la construcción de un edificio de varias plantas al fracasar su venta, dejando a la vista las medianeras de los grandes edificios que lo rodeaban.
En 2014, el aparcamiento y las dos pequeñas tiendas de la entrada cerraron definitivamente. Tras una reforma completa de la fachada y el interior, el edificio se inauguró el 5 de mayo de 2017 como tienda de moda de la cadena de ropa Mango.

## Descripción
El edificio tiene una fachada modernista con clara predominancia de la horizontalidad y un interior amplio, espacioso y diáfano, debido a la función original para la que fue diseñado. Tiene una superficie de 900 metros cuadrados.
Es un edificio de una sola altura con planta baja. La fachada blanca que presenta una gran simetría con elementos decorativos y puertas distribuidos de manera ordenada y equilibrada, tiene una gran puerta cuadrada de madera encastrada en el centro y dos puertas alargadas de arco rebajado a cada lado. El tejado, catalogado y protegido como elemento patrimonial, consta de una linterna, una celosía y un tejado a dos aguas que data de 1965. Esta cubierta, compuesta por vigas de hierro y madera dispuestas en forma de tijera, permite prescindir de columnas en el interior, lo que genera un amplio espacio diáfano de considerable tamaño.
La decoración modernista con formas geométricas y motivos florales estilizados se centra sobre las cuatro puertas laterales. El friso superior continuo que sigue el ritmo de la fachada está abundantemente decorado con motivos vegetales en relieve y la parte central de la fachada, sobre la gran puerta de entrada, está coronada por un frontón curvo enmarcado entre dos pequeñas columnas, constituyendo un punto focal en el que se encuentra la inscripción en relieve Gran Garaje.

## Galería de imágenes

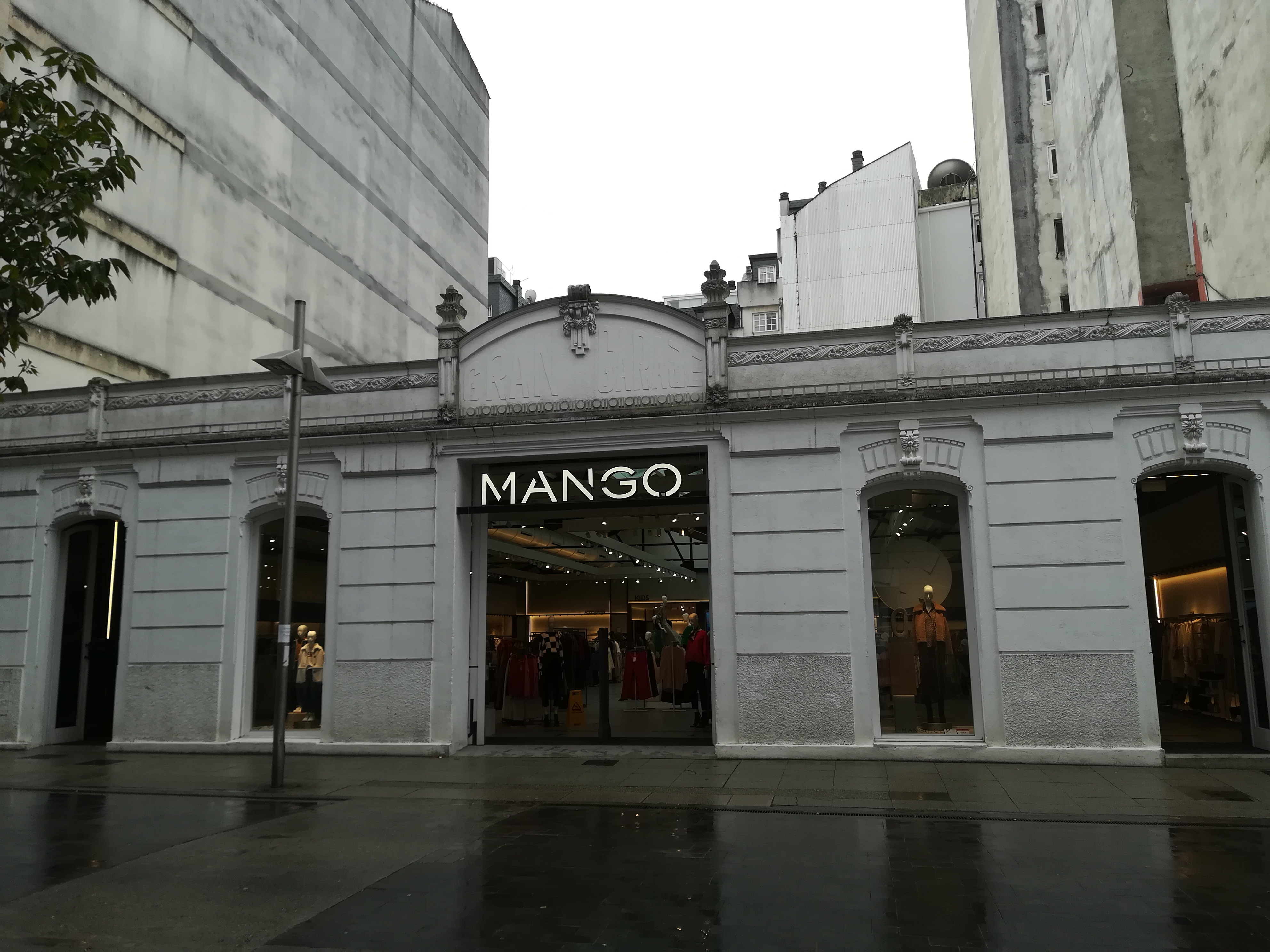
Fachada
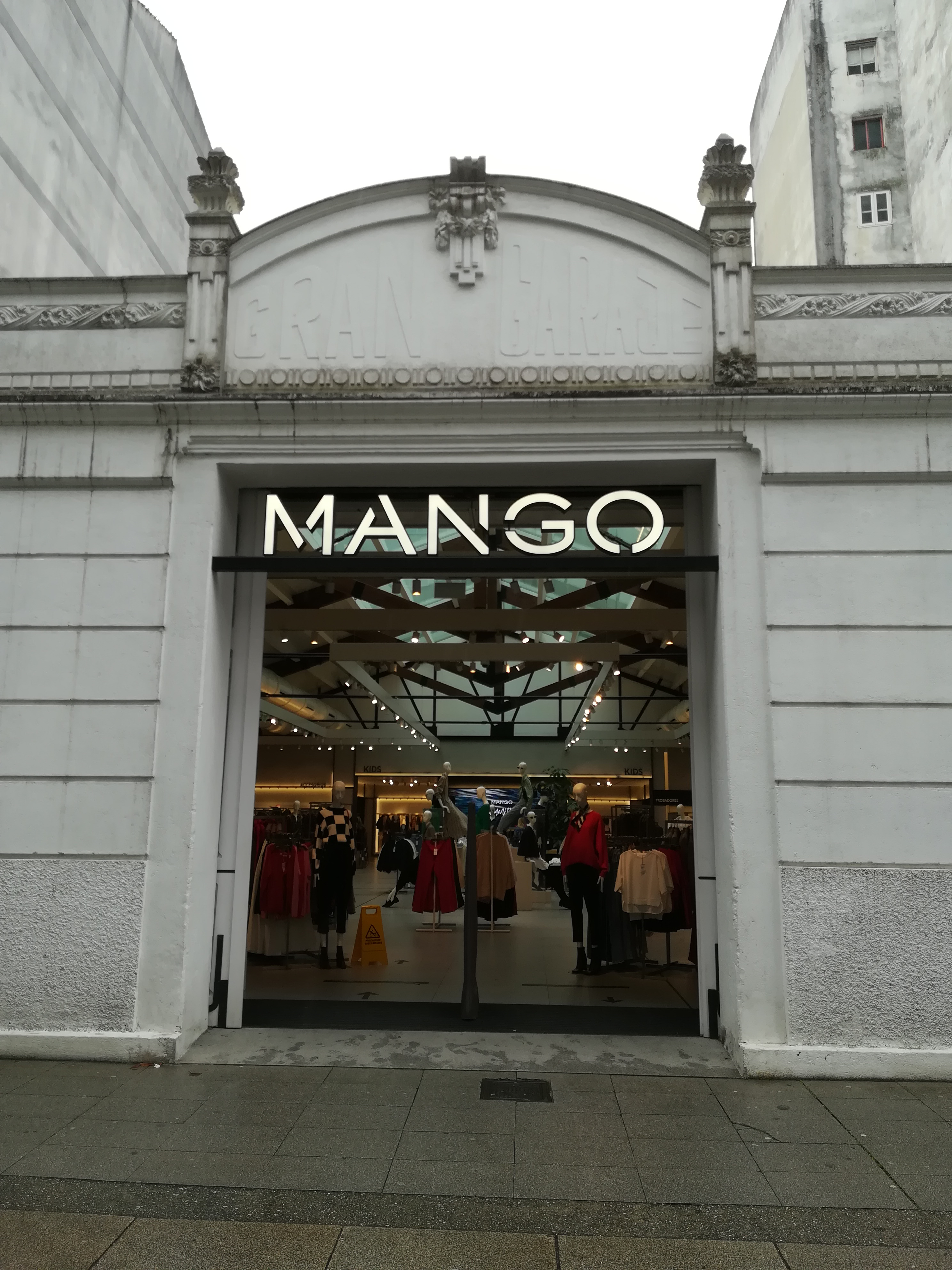
Entrada
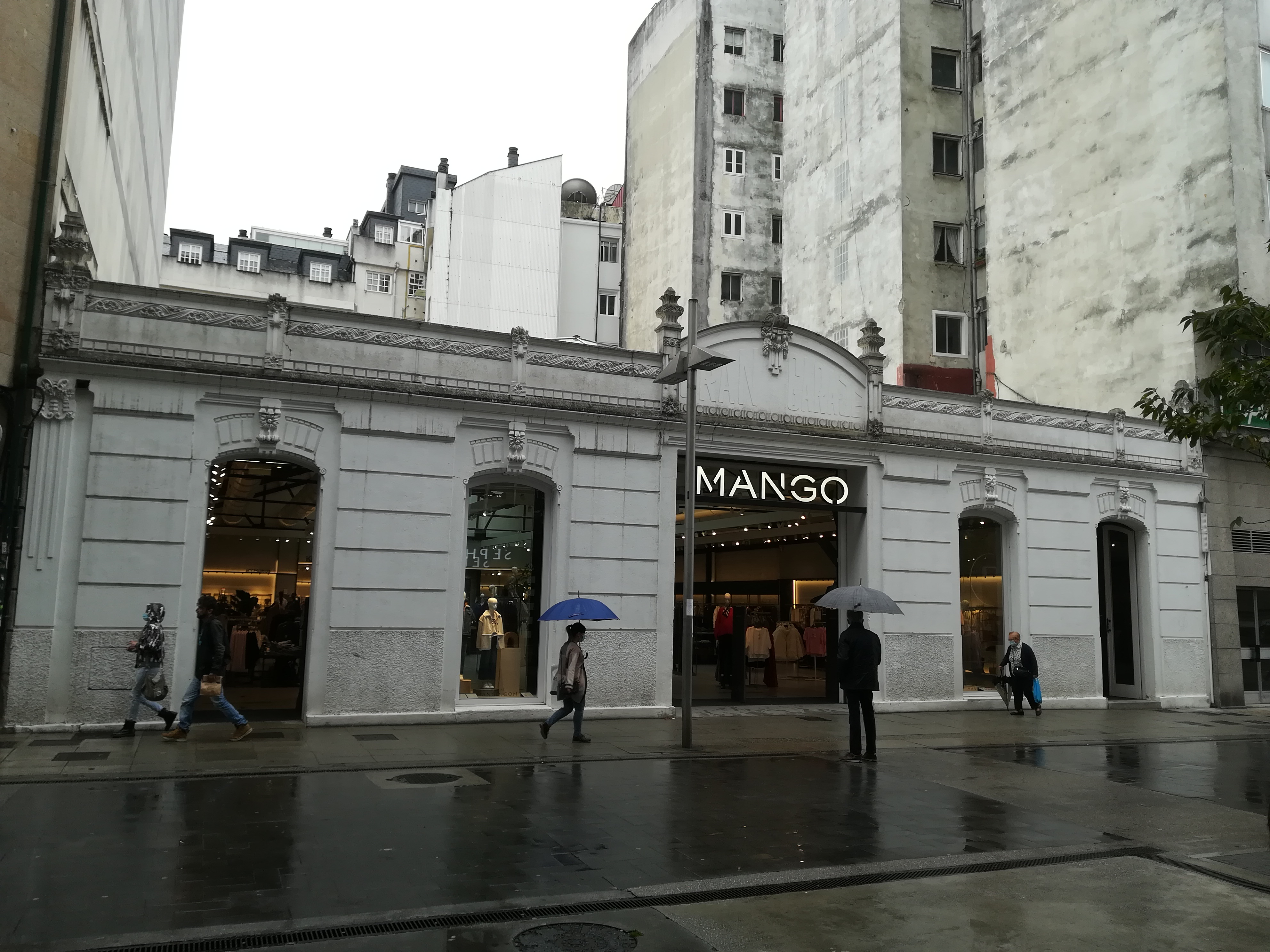
Fachada y tienda de Mango
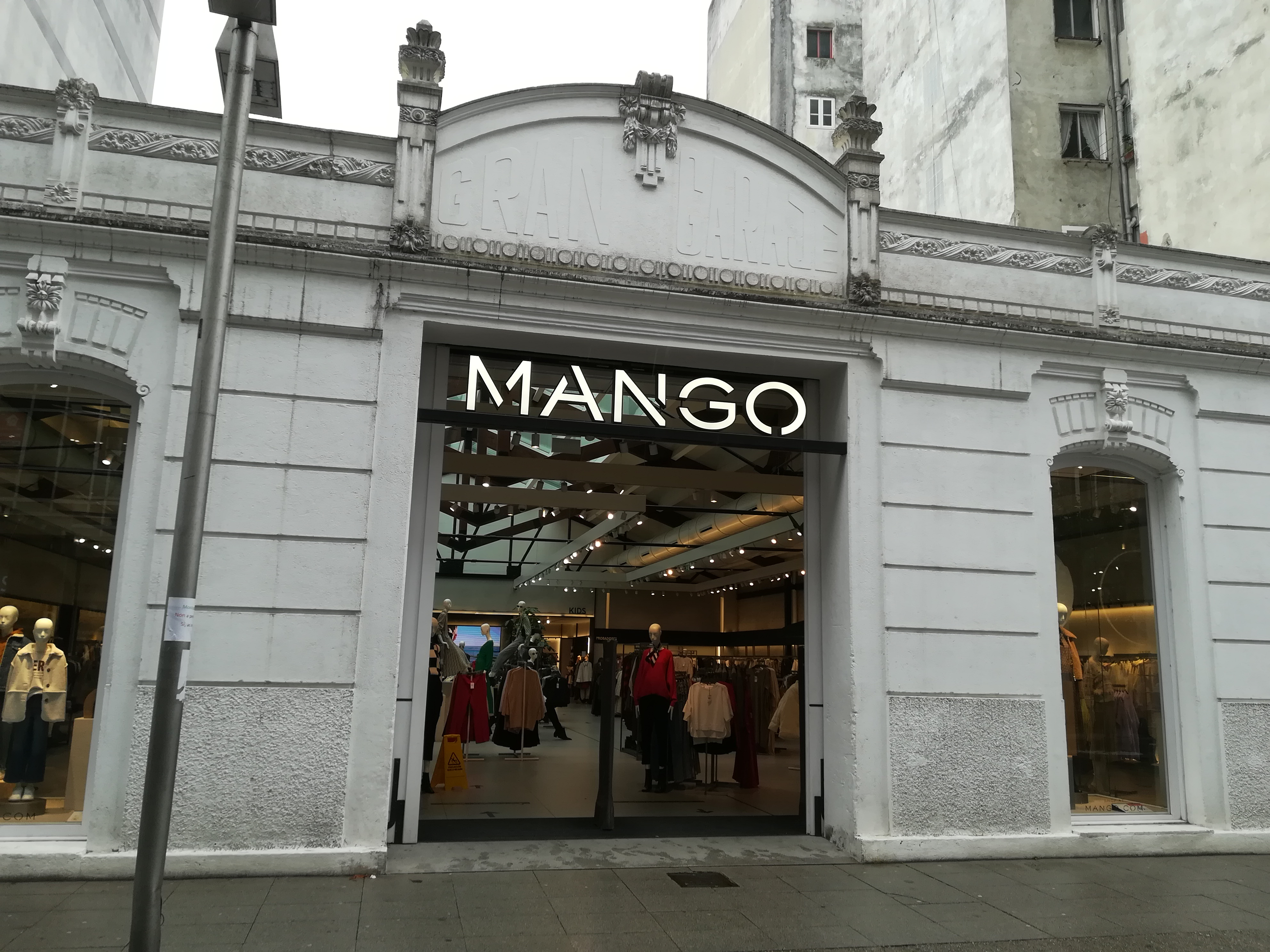
Parte central
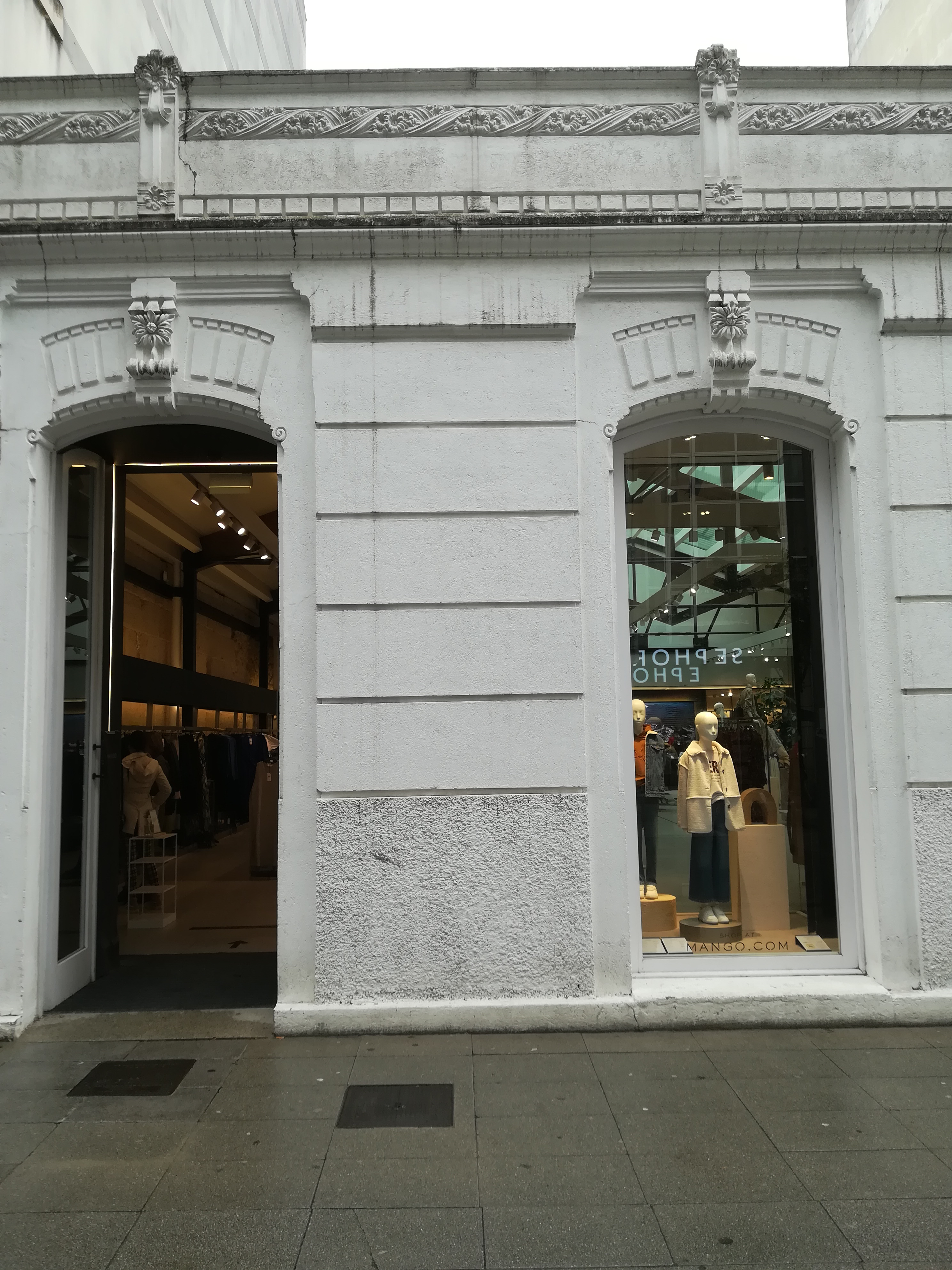
Puertas laterales izquierdas
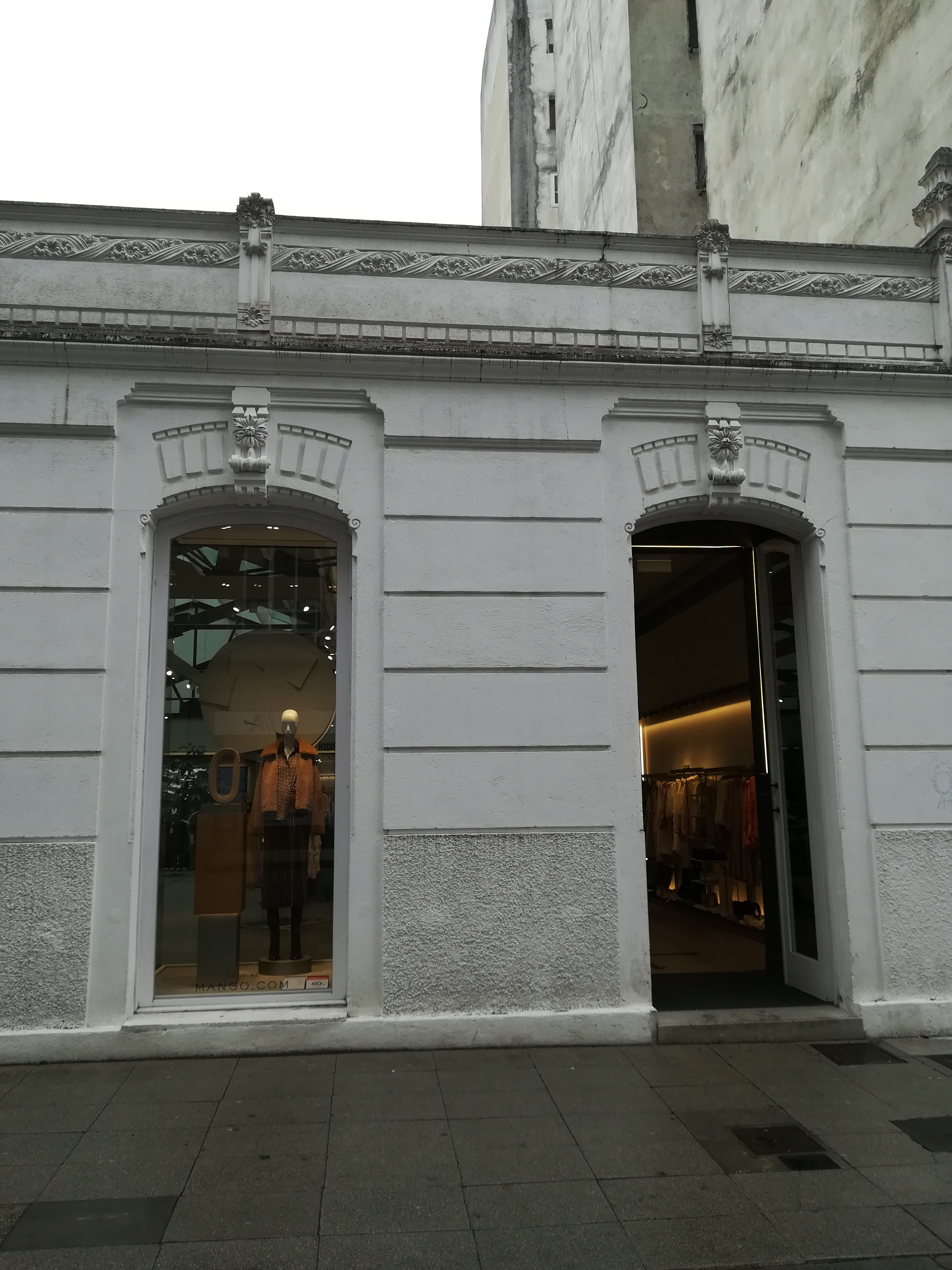
Puertas laterales derechas
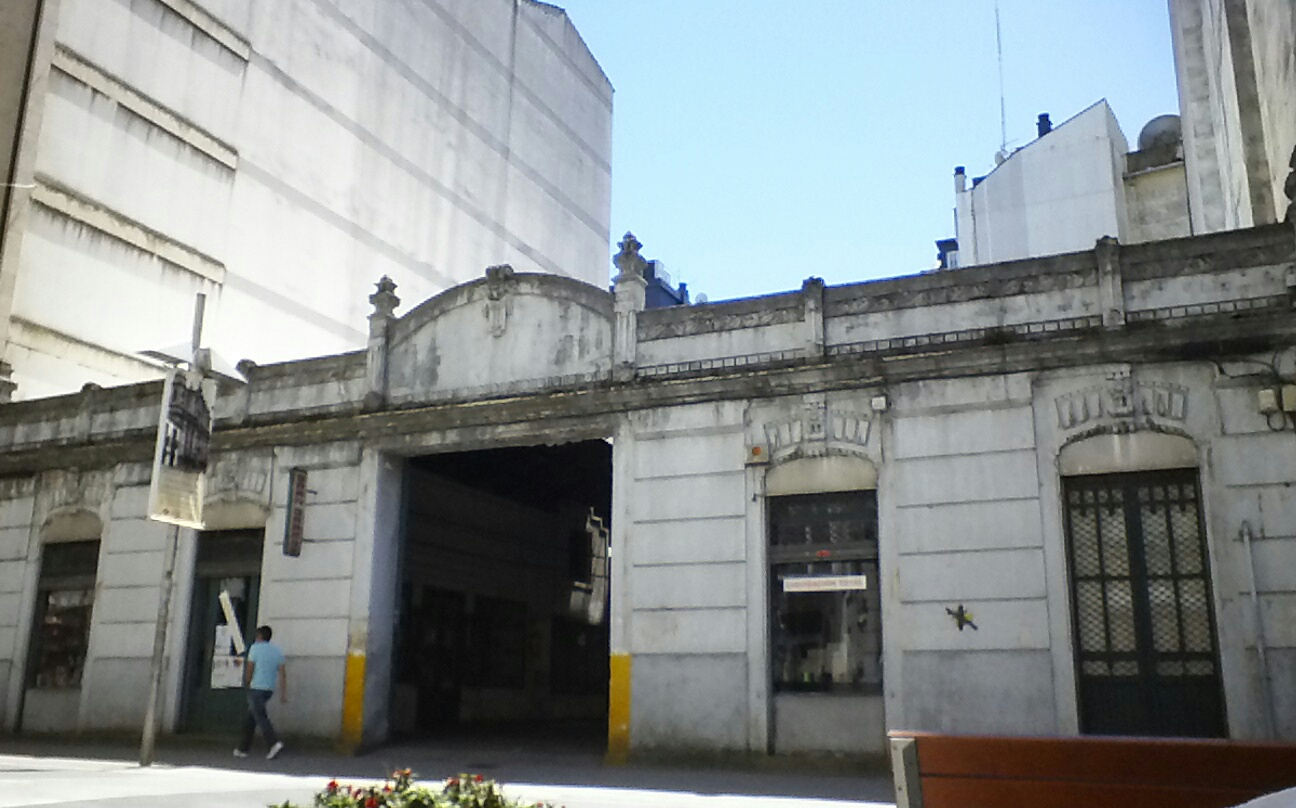
El edificio en 2014 antes de su reforma